# Saison 2001-2002 du Stade Malherbe Caen
Maillots
Chronologie
Saison précédente Saison suivante
En 2001-2002, le Stade Malherbe de Caen dispute sa cinquième saison d'affilée en Division 2.
Après la dernière saison catastrophique, le club renouvelle son effectif en profondeur : l'entraîneur Gasset part à Paris, Grégory Tafforeau à Lille, Esceth-N'Zi, qui n'a pas convaincu, à Lorient, Horlaville et Glonek arrêtent. Hervé Gauthier, le nouvel entraîneur, reçoit le renfort des anciens Franck Dumas et Xavier Gravelaine, et l'attaque que ce dernier forme avec David Faderne s'avère prometteuse. Les jeunes Sébastien Mazure, Nicolas Seube et Cédric Hengbart sont également recrutés.
Après un début de saison prometteur, l'ambiance dans le vestiaire se plombe. Faderne quitte le club avec fracas à la trêve et, malgré le talent de Gravelaine (15 buts et autant de passes décisives), l'équipe perd rapidement tout espoir de montée. Avec la meilleure attaque et l'avant-dernière défense de Division 2, le club termine à la 6e place, loin de ce que promettait le talent de l'effectif.

## Transferts

### Arrivées
| Nom               | Poste     | Nationalité sportive | Transfert         | Provenance          | Période        |
| Xavier Gravelaine | attaquant | France               | Transfert (libre) | AS Monaco           | Été 2001       |
| David Faderne     | attaquant | France               | Transfert (libre) | SC Bastia           | Été 2001       |
| Sébastien Mazure  | attaquant | France               | Transfert (?)     | Le Havre AC         | Été 2001       |
| Jean-Marie Aubry  | gardien   | France               | Transfert (libre) | AS Monaco           | Été 2001       |
| Olivier Bellisi   | défenseur | France               | Retour de prêt    | CS Louhans-Cuiseaux | Été 2001       |
| Pascal Braud      | défenseur | France               | Transfert (?)     | Chamois niortais    | Été 2001       |
| Frédéric Coquerel | attaquant | France               | Transfert         | Pont-Audemer        | Été 2001       |
| Bogdan Hriscu     | défenseur | Roumanie             | Transfert (?)     | Dinamo Bucarest     | Été 2001       |
| Nicolas Seube     | défenseur | France               | Transfert         | Toulouse FC         | Été 2001       |
| Cédric Hengbart   | défenseur | France               | Transfert         | USO Mondeville      | Été 2001       |
| Franck Dumas      | défenseur | France               | Transfert (libre) | RC Lens             | Septembre 2001 |

### Départs
| Nom                   | Poste             | Nationalité sportive | Transfert         | Destination         | Période        |
| Christophe Horlaville | attaquant         | France               | Arrêt             | -                   | Été 2001       |
| Milos Glonek          | défenseur         | France               | Arrêt             | -                   | Été 2001       |
| Frédérik Viseux       | défenseur         | France               | Fin de contrat    | -                   | Été 2001       |
| Nicolas Esceth-N'Zi   | milieu de terrain | France               | Transfert (?)     | FC Lorient          | Été 2001       |
| Jérôme Hiaumet        | gardien           | France               | Transfert (libre) | Stade lavallois     | Été 2001       |
| Richard Lecour        | défenseur         | France               | Fin de contrat    | US Avranches        | Été 2001       |
| Stéphane Tanguy       | attaquant         | France               | Transfert (libre) | CS Louhans-Cuiseaux | Été 2001       |
| Grégory Tafforeau     | défenseur         | France               | Transfert (?)     | Lille OSC           | Été 2001       |
| Arthur Gnohéré        | défenseur         | Côte d'Ivoire        | Transfert (?)     | Burnley FC          | Été 2001       |
| Johan Gallon          | milieu de terrain | France               | Transfert (?)     | Étoile Carouge FC   | Septembre 2001 |
| Olivier Bogaczyk      | attaquant         | France               | Fin de contrat    |                     | Décembre 2001  |
| David Faderne         | attaquant         | France               | Transfert (?)     | AC Ajaccio          | Janvier 2002   |

## Effectif

### Joueurs utilisés
| Joueur            | D2     | D2   |
| ----------------- | ------ | ---- |
| Joueur            | Matchs | Buts |
| Fabrice Catherine | 26     | 0    |
| Jean-Marie Aubry  | 14     | 0    |

| Joueur                | D2     | D2   |
| --------------------- | ------ | ---- |
| Joueur                | Matchs | Buts |
| Jean-Philippe Caillet | 36     | 2    |
| Nicolas Seube         | 31     | 0    |
| Pascal Braud          | 23     | 0    |
| Cedric Hengbart       | 23     | 1    |
| Olivier Bellisi       | 20     | 0    |
| Franck Dumas          | 14     | 0    |
| Gaël Suares           | 7      | 0    |
| Bogdan Hriscu         | 5      | 0    |

| Joueur             | D2     | D2   |
| ------------------ | ------ | ---- |
| Joueur             | Matchs | Buts |
| Salah Bakour       | 35     | 0    |
| Jimmy Hebert       | 34     | 3    |
| Mathieu Bodmer     | 29     | 2    |
| David Garcion      | 28     | 1    |
| Anthony Deroin     | 27     | 1    |
| Bruno Grougi       | 17     | 0    |
| Christophe Le Grix | 11     | 0    |
| Marc Zanotti       | 10     | 1    |

| Joueur            | D2     | D2   |
| ----------------- | ------ | ---- |
| Joueur            | Matchs | Buts |
| Cyrille Watier    | 38     | 13   |
| Xavier Gravelaine | 32     | 15   |
| Frédéric Coquerel | 23     | 6    |
| David Faderne     | 17     | 8    |
| Sébastien Mazure  | 14     | 2    |
| Clément Gouiran   | 2      | 0    |

## Les rencontres de la saison

### Championnat de Division 2
| Date       | Journée | Adversaire        | Lieu | Score | Buteurs SMC                                   | Class. | Public |
| ---------- | ------- | ----------------- | ---- | ----- | --------------------------------------------- | ------ | ------ |
| 28/07/2001 | 1re     | Grenoble Foot 38  | Ext. | 4 - 3 | Faderne (2), Gravelaine                       | 13e    |        |
| 04/08/2001 | 2e      | ES Wasquehal      | Dom. | 1 - 0 | Gravelaine                                    | 7e     | 9 998  |
| 11/08/2001 | 3e      | AC Ajaccio        | Ext. | 1 - 1 | Gravelaine                                    | 8e     | 2 918  |
| 18/08/2001 | 4e      | FC Martigues      | Dom. | 1 - 0 | Bodmer                                        | 6e     | 9 431  |
| 25/08/2001 | 5e      | FC Gueugnon       | Ext. | 2 - 2 | Faderne, Gravelaine                           | 7e     | 5 212  |
| 29/08/2001 | 6e      | Amiens SC         | Dom. | 2 - 4 | Faderne, Gravelaine                           | 10e    | 10 796 |
| 08/09/2001 | 7e      | Stade lavallois   | Ext. | 0 - 1 | Faderne                                       | 7e     | 4 361  |
| 14/09/2001 | 8e      | OGC Nice          | Dom. | 1 - 0 | Gravelaine                                    | 6e     | 11 007 |
| 21/09/2001 | 9e      | FC Istres         | Ext. | 0 - 3 | Seghiri (csc),Faderne, Gravelaine             | 4e     | 1 109  |
| 29/09/2001 | 10e     | Havre AC          | Dom. | 0 - 0 |                                               | 4e     | 16 889 |
| 05/10/2001 | 11e     | RC Strasbourg     | Ext. | 3 - 1 | Faderne                                       | 5e     | 8 131  |
| 13/10/2001 | 12e     | Chamois niortais  | Dom. | 2 - 1 | Foulon (csc), Faderne                         | 4e     | 10 620 |
| 20/10/2001 | 13e     | Nîmes Olympique   | Ext. | 2 - 2 | Gravelaine, Hebert                            | 5e     | 3 727  |
| 28/10/2001 | 14e     | AS Nancy-Lorraine | Dom. | 1 - 0 | Hebert                                        | 4e     | 12 295 |
| 08/11/2001 | 15e     | AS Beauvais       | Ext. | 1 - 1 | Gravelaine                                    | 5e     | 3 586  |
| 13/11/2001 | 16e     | Châteauroux       | Dom. | 1 - 1 | Caillet                                       | 4e     | 1 1011 |
| 17/11/2001 | 17e     | AS Saint-Etienne  | Dom. | 2 - 4 | Watier (2)                                    | 5e     | 17 576 |
| 28/11/2001 | 18e     | US Créteil        | Ext. | 4 - 2 | Watier, Duchesne                              | 6e     | 2 035  |
| 08/12/2001 | 19e     | Le Mans UC 72     | Dom. | 2 - 0 | Caillet, Zanotti                              | 5e     | 8 966  |
| 19/12/2001 | 20e     | ES Wasquehal      | Ext. | 2 - 0 |                                               | 6e     | 1 090  |
| 22/12/2001 | 21e     | AC Ajaccio        | Dom. | 1 - 1 | Garcion                                       | 7e     | 9 997  |
| 05/01/2002 | 22e     | FC Martigues      | Ext. | 2 - 1 | Deroin                                        | 7e     | 1 347  |
| 12/01/2002 | 23e     | FC Gueugnon       | Dom. | 2 - 2 | Gravelaine (2)                                | 8e     | 8 482  |
| 23/01/2002 | 24e     | Amiens SC         | Ext. | 3 - 2 | Watier (2)                                    | 10e    | 7 424  |
| 30/01/2002 | 25e     | Stade lavallois   | Dom. | 1 - 2 | Hebert                                        | 12e    | 10 114 |
| 03/02/2002 | 26e     | OGC Nice          | Ext. | 2 - 1 | Mazure                                        | 12e    | 4 978  |
| 06/02/2002 | 27e     | FC Istres         | Dom. | 1 - 1 | Watier                                        | 14e    | 8 831  |
| 12/02/2002 | 28e     | Havre AC          | Ext. | 2 - 1 | Coquerel                                      | 14e    | 11 214 |
| 16/02/2002 | 29e     | RC Strasbourg     | Dom. | 2 - 1 | Hengbart,Coquerel                             | 13e    | 10 482 |
| 23/02/2002 | 30e     | Chamois niortais  | Ext. | 2 - 0 |                                               | 13e    | 3 198  |
| 06/03/2002 | 31e     | Nîmes Olympique   | Dom. | 1 - 0 | Watier                                        | 13e    | 12 088 |
| 16/03/2002 | 32e     | AS Nancy-Lorraine | Ext. | 3 - 3 | Coquerel (2),Watier                           | 13e    | 6 492  |
| 22/03/2002 | 33e     | AS Beauvais       | Dom. | 3 - 2 | Gravelaine, Watier, Bodmer                    | 11e    | 11 060 |
| 26/03/2002 | 34e     | Châteauroux       | Ext. | 0 - 2 | Coquerel, Mazure                              | 9e     | 7 239  |
| 06/04/2002 | 35e     | AS Saint-Etienne  | Ext. | 0 - 1 | Coquerel                                      | 9e     | 17 416 |
| 13/04/2002 | 36e     | US Créteil        | Dom. | 3 - 0 | Fontaine Vive Mioton (csc), Gravelaine,Watier | 7e     | 11 155 |
| 26/04/2002 | 37e     | Le Mans UC 72     | Ext. | 1 - 2 | Gravelaine,Watier                             | 7e     | 10 920 |
| 03/05/2002 | 38e     | Grenoble Foot 38  | Dom. | 3 - 2 | Gravelaine,Watier (2)                         | 6e     | 11 827 |

### Coupe de la Ligue
| Date       | Tour           | Adversaire    | Lieu | Score | Buteurs SMC | Public |
| ---------- | -------------- | ------------- | ---- | ----- | ----------- | ------ |
| 01/12/2001 | 16es de finale | RC Strasbourg | Ext. | 2 - 0 |             | 5 000  |

### Coupe de France
| Date             | Tour          | Adversaire            | Lieu | Score | Buteurs SMC | Public |
| ---------------- | ------------- | --------------------- | ---- | ----- | ----------- | ------ |
| 3 novembre 2001  | 7e tour       | AS Cherbourg (CFA)    | Ext. | 0 - 1 |             |        |
| 23 novembre 2001 | 8e tour       | AS Beauvais Oise (D2) | Ext. | 0 - 2 |             | 1 440  |
| 15 décembre 2001 | 32e de finale | US Montagnarde (DH)   | Ext. | 2 - 1 | Bodmer      | 1 700  |